# Carsten Hemmingsen
Carsten Hemmingsen (ur. 18 grudnia 1970 w Odense) – duński piłkarz występujący na pozycji pomocnika.

## Kariera klubowa
Hemmingsen seniorską karierę rozpoczynał w 1991 roku w klubie B 1913. W 1992 roku trafił do Odense. W 1993 roku zdobył z zespołem Puchar Danii, a także wywalczył z nim wicemistrzostwo Danii. W 1996 roku odszedł do klubu FC København. W 1997 roku zdobył z nim Puchar Danii. W 1998 roku zajął z nim 3. miejsce w Superligaen.
W 2000 roku Hemmingsen wrócił do Odense. W 2002 roku wygrał z nim rozgrywki Pucharu Danii. W sezonie 2003/2004 przebywał na wypożyczeniu w zespole AB, również z Superligaen. Latem 2004 roku odszedł do Vejle grającego w 1. division. W 2005 roku został graczem ekipy AGF. W tym samym roku zakończył karierę.

## Kariera reprezentacyjna
Hemmingsen zagrał 1 raz w reprezentacji Danii. Był to mecz Pucharu Konfederacji 1995 z Meksykiem (1:1) rozegrany 10 stycznia 1995 roku. Dania została triumfatorem tamtego turnieju.